# Bargłów Kościelny
Bargłów Kościelny è un comune rurale polacco del distretto di Augustów, nel voivodato della Podlachia.
Ricopre una superficie di 187,57 km² e nel 2004 contava 5 772 abitanti.